# 카이저 퍼머넌트 아레나
카이저 퍼머넌트 아레나(영어: Kaiser Permanente Arena)는 미국 캘리포니아주 샌타크루즈에 위치한 실내 경기장이다. G 리그 샌타크루즈 워리어스의 홈경기장으로 사용되고 있다.